# Albert Leutner
Albert Leutner (1815 – Berlijn, 21 mei 1871) was een Duits componist en militaire kapelmeester.

## Levensloop
Leutner begon al 1835 dansen, marsen en quadrilles te componeren. In 1838 werd hij op 23-jarige leeftijd kapelmeester van de Militaire muziekkapel van het 12e Infanterie Regiment in Frankfurt. Als componist schreef hij ook muziek voor kluchten, maar ook polka's, die toen bij het publiek geliefd waren. Hij nam deel aan de marswedstrijden, die vanaf 1852 door de muziekuitgever Gustav Bock in Berlijn werden georganiseerd. Een van deze prijsmarsen is de Bellona Marsch. Hij schreef ook de Stradella-Marsch - naar motieven uit de opera Alessandro Stradella van de componist Friedrich von Flotow.

## Composities

### Werken voor orkest
- 1845 Zigeuner-Polka (The Gipsy Polka) in D majeur, op. 1
- 1854 Bajaderen-Quadrille, op. 25
- 1855 Noblesse-Quadrille, op. 32
- 1855 Festin-Polka, op. 33
- 1857 Aglaja-Quadrille, op. 36
- 1858 Billet doux polka, op. 37
- 1858 Iduna Polka-Mazurka, op. 38
- 1860 Fest-Ouverture in E majeur, voor orkest, op. 42
- 1868 Hochzeits Polonaise
- 1870 Oréaden Galopp, op. 62
- Vom Fels zum Meer - Hohenzollern-Marsch, op. 64

### Werken voor harmonieorkest
- 1868 Pomona Galopp
- Bellona-Marsch
- Festival-Ouverture, bewerkt door Léon Walpot
- Galop "Carillon", op. 21
- Stradella-Marsch, naar motieven uit de opera Alessandro Stradella, Parademars van het 5e Saksische Veldartillerie-Regiment nr. 64 in Pirna

### Werken voor piano
- 1850 Karneval
- 1853 Bauern-Polka
- 1855-1859 Beliebte Tänze No. 24, 26, 34, 38
- 1868 Berliner Quadrille
- 1868 Heimath-Gruß - Geschwind-Marsch
- 1868 Hochzeits Polonaise
- 1868 Louisen-Polka-Mazurka
- 1868 Pomona Galopp
- 1868 Staberle-Polka
- 1869 Bajazzo-Polka, op. 60
- 1870 Capriolen-Polka
- 1870 Opernball-Quadrille
- 1870 Oréaden Galopp, op. 62
- Amazonen Marsch
- Fest-ouverture, voor twee piano's achthandig, op. 42
- Troubadour-Quadrille in C majeur, op. 39